# 中岸風太
中岸 風太（なかぎし ふうた、1987年9月3日 - ）は、日本のプロボクサー。石川県金沢市出身。カシミボクシングジム、戸高ジムに所属していた。

## 来歴
小学生時代にカシミボクシングジムにてボクシングを始め、小中学生時代にプロボクシング興行にてスパーリングを行う。
金沢市立工業高1年時にインターハイの石川県大会で優勝し全国大会への出場権を獲得するが、日本アマチュアボクシング連盟から規定違反を理由に全国総体の出場権を剥奪され、のちに法廷で争った。
2004年10月17日、山口雄司を相手にプロデビューし、2RTKOで勝利を収める。
2009年9月9日、戸高ジム移籍後初戦に、後楽園ホールで内田義則と対戦し、8R 2-1(78-76、77-76、76-77)で勝利した。
2010年11月20日、元日本バンタム級王者の大場浩平と10回戦で対戦し、 0-3(91-98、91-98、92-97)で敗れた。
2015年5月8日、60.0kg契約6回戦で後のWBA世界フェザー級王座となる徐燦と対戦し、0-3（57-58,55-59,54-60）で敗れた。
2015年12月5日、メキシコ・ロスモチスにてWBCインターナショナルスーパーフェザー級シルバー王座決定戦で元世界王者のジョニー・ゴンサレスと対戦し、12回0-3（111-119、111-119、112-119）で敗れた。
2016年8月13日、オーストラリア・メルボルンでWBAオセアニア・ライト級暫定タイトルマッチでチャンピオンのウィル・トムリンソンと対戦し、1R40秒でKO勝ちし、タイトルを獲得した。
2018年2月3日、ロシア・ソチでWBCインターナショナル・ライト級王者でWBC世界12位のバジェ・サルガニャンと対戦し、7回TKO勝ちした。
2018年12月9日、大阪府立体育会館第2競技場でOPBF東洋太平洋ライト級タイトルマッチとしてのチャンピオンの中谷正義と対戦し、4回1分43秒TKO負けした。

### BreakingDown
2023年8月26日、BreakingDown 9でにっけん君と対戦し、KO勝ち。

## 獲得タイトル
- 2005年度中日本スーパーバンタム級新人王
- WBAオセアニアライト級暫定王座
- WBCインターナショナルライト級王座

## 戦績
- プロボクシング - 34戦25勝(15KO)8敗1分

| 戦           | 日付           | 勝敗 | 時間    | 内容        | 対戦相手                               | 国籍           | 備考                                                    |
| ------------ | -------------- | ---- | ------- | ----------- | -------------------------------------- | -------------- | ------------------------------------------------------- |
| 1            | 2004年10月17日 | ☆    | 2R      | TKO         | 山口雄司（トコナメ）                   | 日本           | プロデビュー戦                                          |
| 2            | 2004年12月5日  | ☆    | 4R      | 判定3-0     | 松元雄大（エディタウンゼント）         | 日本           |                                                         |
| 3            | 2005年3月13日  | ☆    | 3R      | TKO         | 花木章年（スペースK）                  | 日本           |                                                         |
| 4            | 2005年4月24日  | ☆    | 1R      | TKO         | 大西利幸（平和）                       | 日本           |                                                         |
| 5            | 2005年7月31日  | ☆    | 6R      | 判定3-0     | 高津昌希（緑）                         | 日本           | 2005年度中日本スーパーバンタム級新人王獲得              |
| 6            | 2005年9月23日  | △    | 6R      | 判定1-0     | 満畑賢治（SPANKY.K）                   | 日本           |                                                         |
| 7            | 2005年10月29日 | ☆    | 6R      | 判定3-0     | 高野愛（塚原京都）                     | 日本           |                                                         |
| 8            | 2005年12月18日 | ★    | 6R      | 判定0-3     | 杉田祐次郎（ヨネクラ）                 | 日本           | 2005年度全日本スーパーバンタム級新人王敗退              |
| 9            | 2006年2月19日  | ☆    | 4R      | 負傷判定3-0 | チャレオンサク・ソーウォラピン         | タイ           |                                                         |
| 10           | 2006年4月2日   | ☆    | 1R      | KO          | ローランド・エスタンシア               | フィリピン     |                                                         |
| 11           | 2006年7月23日  | ☆    | 5R      | TKO         | デッサヤーム・シットポーダム           | タイ           |                                                         |
| 12           | 2007年2月12日  | ☆    | 5R      | TKO         | ビホック・ジョッキージム               | タイ           |                                                         |
| 13           | 2007年4月1日   | ★    | 12R     | 判定0-3     | ウェート・サックムアングレーン         | タイ           | OPBF東洋太平洋スーパーバンタム級王座挑戦                |
| 14           | 2007年6月16日  | ☆    | 6R      | 判定3-0     | サーフィン・スレイマノフ               | ウクライナ     |                                                         |
| 15           | 2007年11月3日  | ☆    | 10R     | 判定3-0     | クマントーン・チューワッタナ           | タイ           |                                                         |
| 16           | 2008年1月27日  | ☆    | 10R     | 判定3-0     | ジェイク・ベラノ                       | フィリピン     |                                                         |
| 17           | 2008年4月15日  | ☆    | 3R      | TKO         | 小林秀徳（角海老宝石）                 | 日本           |                                                         |
| 18           | 2008年8月1日   | ☆    | 4R      | KO          | 上野康太（三谷大和S）                  | 日本           |                                                         |
| 19           | 2009年9月9日   | ☆    | 8R      | 判定2-1     | 内田義則（セレス）                     | 日本           |                                                         |
| 20           | 2010年8月29日  | ☆    | 5R      | TKO         | ダン・フビン                           | 中国           |                                                         |
| 21           | 2010年11月20日 | ★    | 10R     | 判定0-3     | 大場浩平（大一スペースK）              | 日本           |                                                         |
| 22           | 2011年4月24日  | ☆    | 3R      | 棄権        | アンディ・レッディン                   | インドネシア   |                                                         |
| 23           | 2015年5月8日   | ★    | 6R      | 判定0-3     | 徐燦                                   | 中国           |                                                         |
| 24           | 2015年8月9日   | ★    | 6R      | 判定0-2     | 西脇一歩（大鵬）                       | 日本           |                                                         |
| 25           | 2015年9月11日  | ☆    | 5R      | 負傷判定1-2 | ヒーロー・ティト                       | インドネシア   |                                                         |
| 26           | 2015年10月17日 | ☆    | 1R      | KO          | ハン・イクスー                         | 韓国           |                                                         |
| 27           | 2015年12月5日  | ★    | 12R     | 判定0-3     | ジョニー・ゴンサレス                   | メキシコ       | WBCインターナショナルスーパーフェザー級シルバー王座挑戦 |
| 28           | 2016年8月13日  | ☆    | 1R 0:40 | KO          | ウィル・トムリンソン                   | オーストラリア | WBAオセアニアライト級暫定王座獲得                       |
| 29           | 2016年9月11日  | ☆    | 3R 1:57 | KO          | ルイス・アラグアヤン                   | ベネズエラ     |                                                         |
| 30           | 2017年4月29日  | ★    | 5R 0:51 | TKO         | アーニー・サンチェス                   | フィリピン     |                                                         |
| 31           | 2017年12月17日 | ☆    | 4R 1:19 | TKO         | デットアナン・ロンリアンギラーコラート | タイ           |                                                         |
| 32           | 2018年2月3日   | ☆    | 7R 2:42 | KO          | バゲ・サルカンヤン                     | ロシア         | WBCインターナショナルライト級王座獲得                   |
| 33           | 2018年8月19日  | ☆    | 8R      | 判定3-0     | ロイ・ツア・マニフルク                 | インドネシア   |                                                         |
| 34           | 2018年12月9日  | ★    | 4R 1:43 | TKO         | 中谷正義（井岡）                       | 日本           | OPBF東洋太平洋ライト級王座挑戦                          |
| テンプレート |                |      |         |             |                                        |                |                                                         |

### アマチュアキックボクシング
| キックボクシング 戦績 | キックボクシング 戦績 | キックボクシング 戦績 | キックボクシング 戦績 | キックボクシング 戦績 | キックボクシング 戦績 | キックボクシング 戦績 |
| --------------------- | --------------------- | --------------------- | --------------------- | --------------------- | --------------------- | --------------------- |
| 1 試合                | (T)KO                 | 判定                  | その他                | 引き分け              | 無効試合              |                       |
| 1 勝                  | 1                     | 0                     | 0                     | 0                     | 0                     |                       |
| 0 敗                  | 0                     | 0                     | 0                     | 0                     | 0                     |                       |

| 勝敗 | 対戦相手   | 試合結果 | 大会名         | 開催年月日    |
| ○    | にっけん君 | KO       | BreakingDown 9 | 2023年8月26日 |